# مدرعة BCL-M5
المدرعة BCL-M5، هي ناقلة جنود مدرعة خفيفة لنقل الجنود إلى ساحة المعركة، ودعمها بالنار، ومرافقة الطوابير، ولاستطلاع الطرق والمناطق ومهام عديدة أخرى، وهي مدرعة من صنع جزائري، بدأ تصنيعها في سنة 1991 ودخلت إلى الخدمة في سنة 1993 وعلى حسب شكلها دبابة برمائية.

## التصميم
بنظام دفع رباعي 4×4، بنيت هذه المدرعة على أساسات شاحنة SNVI m120 تحتوي على محرك F6L912 KHD Deutz بقوة 120 حصان الألماني وهو مصنع 100% محليا تحت رخصة شركة Deutz ، وهناك بابين على كل جانب من الناقلة للسائقل وقائد المتن كما توجد فتحات على السطح وأخرى صغيرة مزودة بنوافذ صغيرة على الجانبين وعددها الإجمالي 8 للرماية، تحمل 8 أفرد مجهزين بكامل أسلحتهم + 2 من أفراد الطاقم.
كما يمكن رفع مستوى الأداء الميداني للمدرعة الجديد حيث تمت دراسة زيادة متانة وصلابة جسم المدرعة لتحمل الصدمات في أرض المعركة، وكذلك زيادة القدرة الهجومية لهذه المدرعة بإضافة مدافع قوية وبعيدة المدى مستفيدين من التقنية الجديدة والمتطورة كأنظمة الليزر والرؤية الليلية في التسديد، وكذلك إجراء بعض التعديلات في هيكل المدرعة، ومن المرتقب أن تحمل هذه المدرعة المطورة أسم (BCL-M54)

## خصائصها التقنية
- الوقود: ديزل
- نوع المحرك: F6L912 KHD Deutz
- السرعة: 65 كلم/س
- مسافة التحرك: 600 كلم
- سعة الحمل: 10 جنود

## التسليح
- مدفع 120 ملم
- رشاش 12.7 ملم PK

## المستخدمون
- الجزائر

## وصلات خارجية
- وزارة الدفاع الوطني الجزائري نسخة محفوظة 8 أكتوبر 2017 على موقع واي باك مشين.